# Marguerite Stand
Marguerite Stand, née au Royaume-Uni, est un auteure britannique de romans policiers.

## Biographie
Elle publie dans les années 1960 deux romans policiers consacrés aux enquêtes du constable Robins et de Miss Thea. En parallèle, elle publie une demi-douzaine de titres ayant pour héros récurrent le détective Bill Rice. Elle a également fait paraître des récits d'énigme sans héros récurrent, notamment Murder at Cloud Hospital (1969), où l'infirmière Peggy James tente de faire enquête sur un vol de narcotiques, puis sur le meurtre d'une patiente irascible. Les œuvres de Marguerite Stand mêlent le plus souvent une intrigue sentimentale au récit de détection.

## Œuvre

### Romans

#### Série policièreConstable Robins et Miss Thea
- Murder in the Camp (1964) Publié en français sous le titre Miss Thea, détective, Paris, Librairie des Champs-Élysées, Le Masque no 934, 1964
- Diana is Dead (1967)

#### Série policièreBill Rice
- Death Came with Darkness (1965) Publié en français sous le titre Une femme courait vers lui, Paris, Librairie des Champs-Élysées, Le Masque no 1069, 1965
- Death Came with Diamond (1966)
- Death Came with Flowers (1966)
- Death Came in Lucerne (1966)
- Death Came to  « Lighthouse Steps » (1968)
- Death Came in the Studio (1969)
- Death Came too Soon (1970)

#### Autres romans policiers
- Escape from Murder (1964)
- L. for Murder (1968)
- Murder at Cloud Hospital (1969)

## Sources
- Jacques Baudou et Jean-Jacques Schleret, Le Vrai Visage du Masque, vol. 1, Paris, Futuropolis, 1984, 476 p. (OCLC 311506692), p. 413.